# Sauravus
Sauravus — вимерлий рід нектрідових тетраподоморфів родини Scincosauridae.

## Види
Типовий вид, Sauravus costei, відомий з Бланзі, міста в департаменті Сона і Луара у Франції. У цьому місті та прилеглій до нього громаді Монтсо-ле-Мін міститься велика кількість скам’янілостей кам’яновугільного періоду. Вважається, що ці скам'янілості походять зі стефанівського етапу B пізнього карбону, приблизно 305–304 мільйони років тому.
Sauravus cambrayi відомий з Les Télots, шахти поблизу Отена, Сона і Луара, Франція. Télots є типовою місцевістю отонського етапу, періоду часу, який, як вважають, відповідає частині раннього пермського періоду. Геологічна формація, до якої належать скам'янілості відома як формація Міллері. Конкретна частина пермі, до якої належить це утворення, була неясною протягом багатьох років. У 2014 році Шнайдер та ін. припустили, що формація Міллері датується середнім артінскім віком, приблизно 290-286 мільйонів років тому.
Sauravus spinosus — це перейменування Scincosaurus spinosus, сцинкозаврида Монтсо-ле-Мінс, описаного К. Сіветом у 1982 році. Хоча цей автор вважав вид належним до Scincosaurus, у 1994 році Жан-Мішель Дютюі та Д. Хейлер вважали його видом Sauravus.